# Live alla Morara
Live Alla Morara è una session live eseguita da Steno Nabat & The Stab il 23 gennaio 1992 a Bologna e pubblicato nel 1994 dalla Twins Records.

## Tracce
1. Scenderemo Nelle Strade - 2'42"
2. Laida Bologna - 3'19"
3. Lopez - 3'45"
4. Tempi Nuovi - 5'34"
5. L'Italia Degli Sfruttati - 4'05"
6. Un Altro Giorno Di Gloria - 3'58"
7. Scenderemo Nelle Strade (Bis) - 3'55"
8. If The Kids Are United - 3'34"